# Phytomyza vomitoriae
Phytomyza vomitoriae är en tvåvingeart som beskrevs av Kulp 1968. Phytomyza vomitoriae ingår i släktet Phytomyza och familjen minerarflugor. Inga underarter finns listade i Catalogue of Life.